# Negapatão Portuguesa
Negapatão Portuguesa refere-se ao período em que a cidade de Negapatão, na Costa do Coromandel, na Índia, fez parte do Império Português, entre 1643 e 1658. Foi depois conquistada pela Companhia Holandesa das Índias Orientais.

## História
Os portugueses entraram em contacto directo com a Índia quando em 1498 Vasco da Gama desembarcou em Calecute, cidade na Costa do Malabar, alcançada pela Rota do Cabo.
Os mercadores portugueses encontraram em Sevappa Naique, senhor do território, um poderoso aliado que os protegia e permitia que comerciassem em Negapatão. Levavam a cabo grandes trocas comerciais com o Ceilão, ao passo que missionários católicos convertiam os pescadores paravas da Costa da Pescaria.
Os portugueses começaram a estabelecer-se em Negapatão no início do século XVI e em inícios de 1530 já existiam na cidade cerca de 40 residências de portugueses. A princípios, os portugueses dedicavam-se ao comércio de cabotagem de arroz entre Jafanapatão e o sul do Malabar, de onde traziam areca, madeira, canela ou pimenta, exportando por outro lado têxteis. Em 1543 a Coroa Portuguesa passou a nomear um capitão para viver na cidade. As relações com os oficiais indianos locais eram amigáveis geralmente. Estalada a crise de succesão no Império de Bisnaga, em cujo território a cidade se situava, os portugueses praticamente tomaram posse de Negapatão. Entre 1543 e 1642 o estatuto de Negapatão foi, portanto, ambíguo, com os portugueses a controlarem de facto a cidade mas reconhecendo o naique de Tanjore como senhor do território.
Escreveu Cesare Federici que em 1567 Negapatão era "uma grande cidade e muito bem povoada de Cristãos do território e em parte gentia". Negaptão foi descrita como um florescente centro de negócios em 1586.
Em 1577 a população portuguesa de Negapatão incluía 60 casados portugueses, 200 euro-asiáticos e 300 cristãos indianos. Em 1635 existiam ali 140 casados brancos, 360 topasses casados e 700 cristãos indianos.
Por inícios de 1630 Negapatão tinha uma população de portugueses maior que Malaca. Foi um morador português de Negapatão, Domingos de Seixas, que informou o vice-rei conde de Linhares, em Goa, que a cidade portuguesa de Hugolim, em Bengala, havia sido conquistada pelos mogores, em 1632. Os mercadores portugueses de Negaptão, São Tomé de Meliapor e da Costa do Coromandel foram pioneiros no organizar de viagens regulares entre as Filipinas e a Indonésia, por volta de 1630. Em 1646 desembarcaram 300 fardos de têxteis em Macassar, comparado com os 400 fardos desembarcados ali pela Companhia Dinamarquesa das Índias Orientais e Companhia Inglesa das Índias Orientais juntas. Não tendo meios de competir com os portugueses, os ingleses mudaram-se para Surrate.
A Companhia Holandesa das Índias Orientais atacou a cidade a 12 de Abril de 1642 e extraiu um pesado tributo à cidade. Deu-se uma batalha naval entre os holandeses e os portugueses, que obrigaram os norte-europeus a retirarem-se. Devido aos crescentes ataques da VOC, em 1642 o vice-rei da Índia firmou um tratado com o naique de Tanjore, em que a cidade de Negapatão era oficialmente cedida ao Império Português. Só então foi a cidade anexada, amuralhada, uma fortaleza construída e estabelecida uma guarnição em Negapatão. Tinha por esta altura 7000 habitantes.
A cidade foi sitiada e conquistada pela VOC em 1658. Ainda que um episódio menor, representou a ascensão dos holandeses no Coromandel. Em 1661, os rendimentos das dez aldeias em redor de Negapatão outrora detidas pelos portugueses foram concedidos aos holandeses.
Tomada Negapatão pelos holandeses, os portugueses mudaram-se para Porto Novo. Em 1665 o vice-rei da Índia escreveu aos dinamarqueses em Fort Dansborg em Tranquebar requerendo-lhes que dessem asilo aos portugueses que fugiam de Negapatão.